# Groitzsch (Jesewitz)
Groitzsch is een plaats in de Duitse gemeente Jesewitz, deelstaat Saksen.